# Manuel García-Montalván
Manuel García-Montalvan (Sevilla, 6 de diciembre de 1876 – Ibidem, 24 de agosto de 1943) fue un ceramista y empresario español propietario de la fábrica de cerámica artística Nuestra Señora de la O, ubicada en la calle Alfarería de Triana (Sevilla).

## Biografía

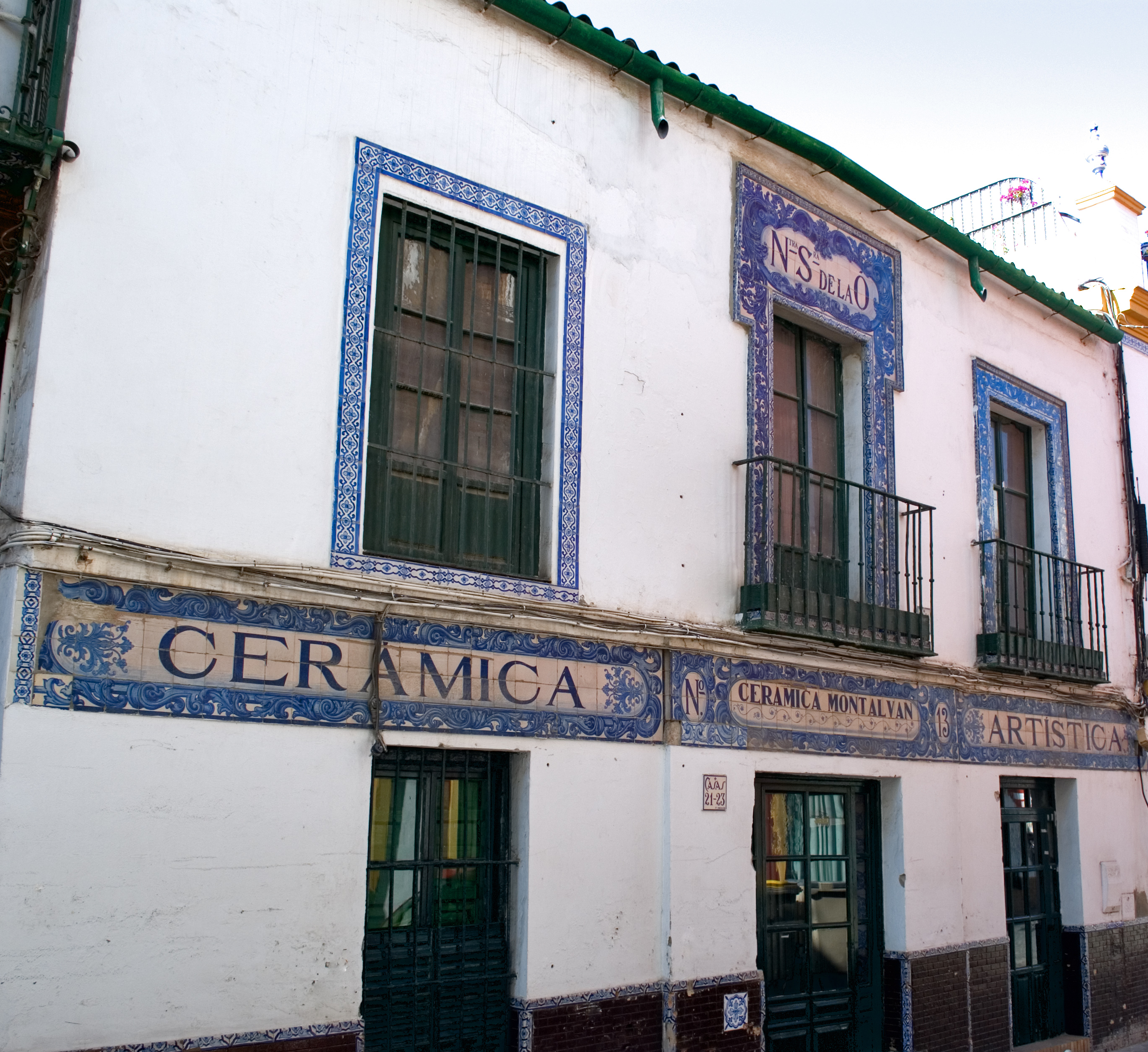
Antigua sede de Cerámicas Montalván en Triana.

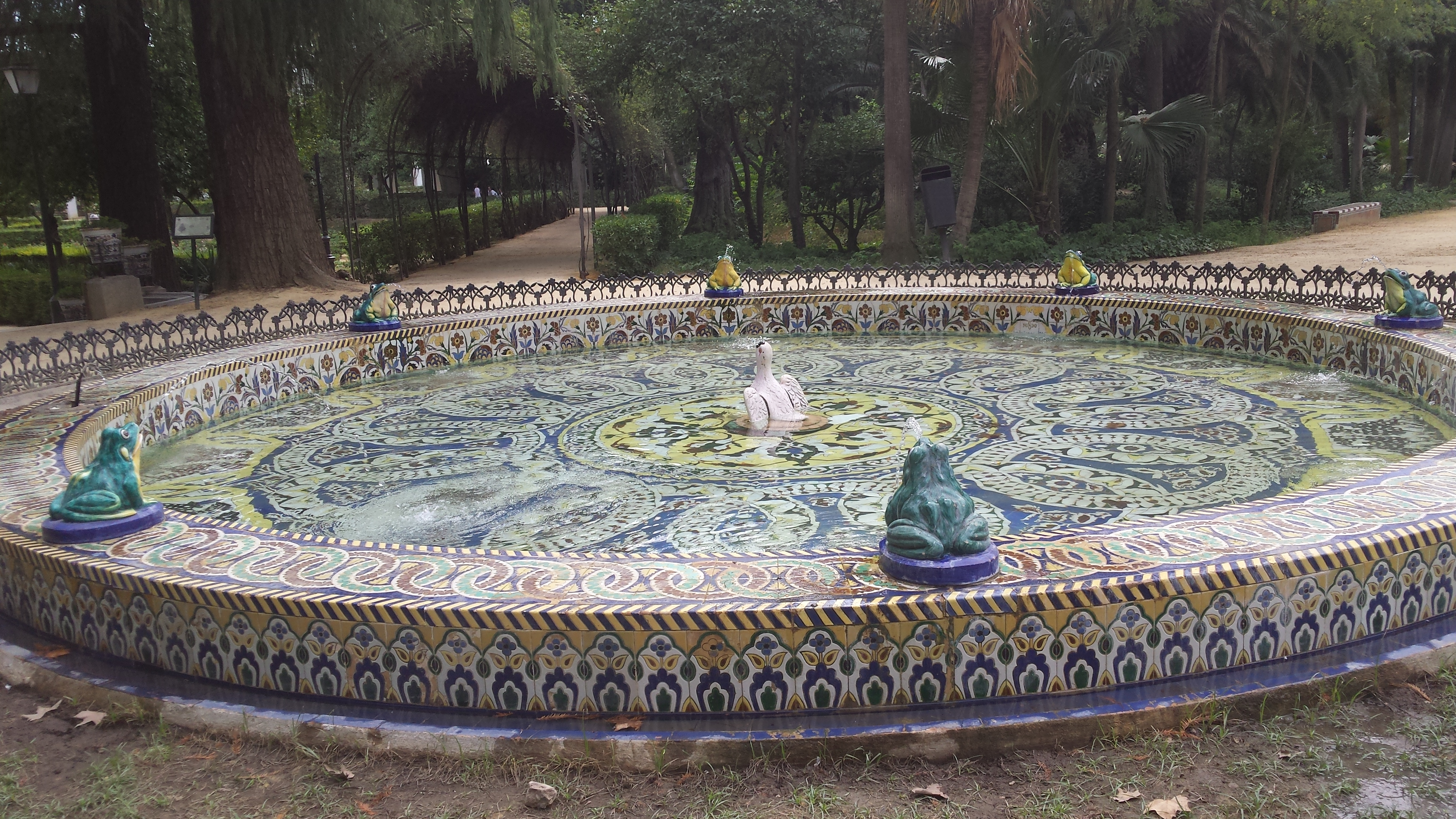
Fuente de las Ranas ubicada en el Parque de María Luisa de Sevilla.

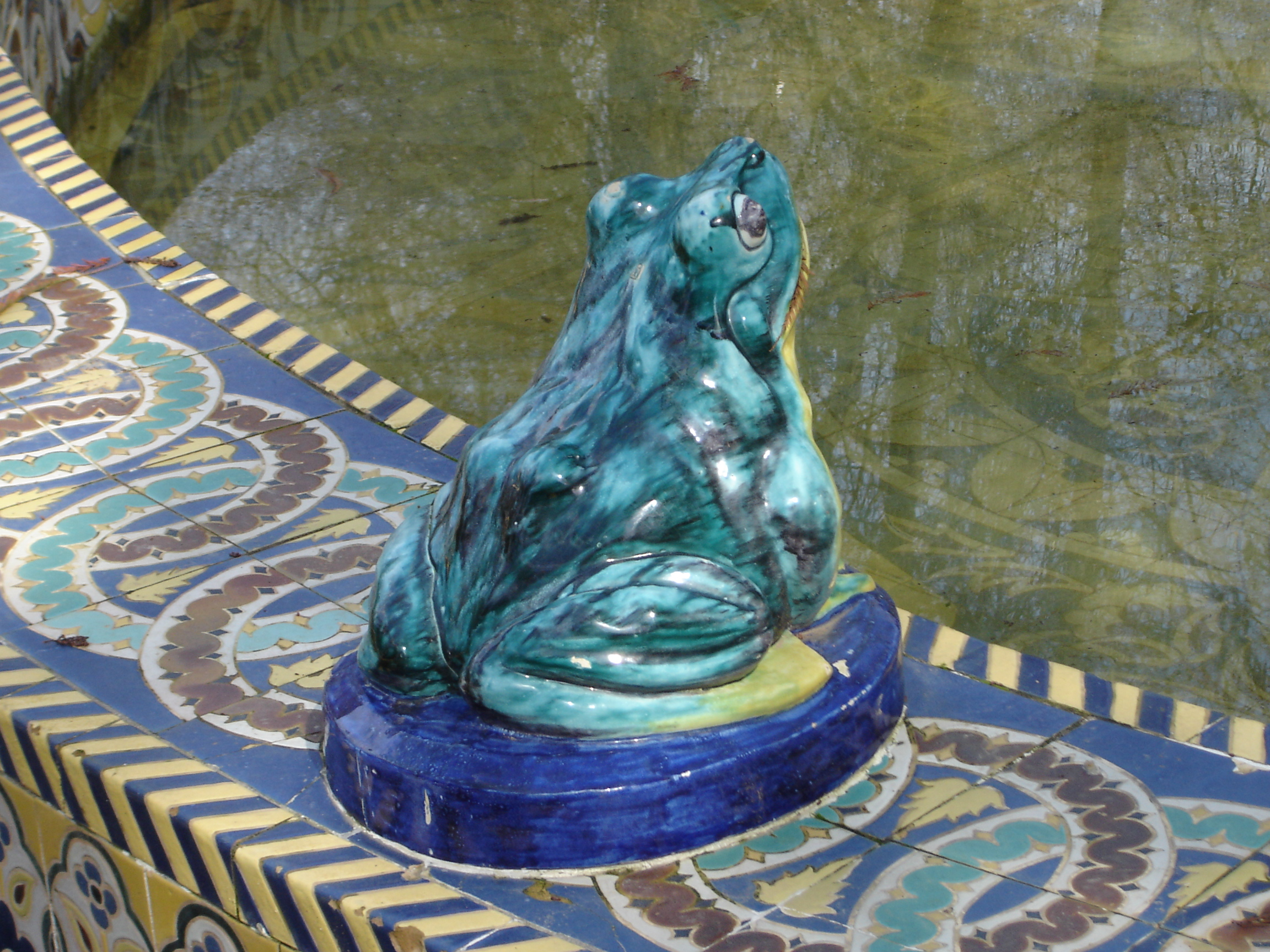
Detalle de la Fuente de las Ranas.

Fue hijo del también empresario de cerámica Francisco García-Montalvan Vera. Realizó estudios de arte en la Escuela Provincial de Artes y Oficios Artísticos de su ciudad natal donde tuvo por profesores a Virgilio Mattoni y José Jiménez Aranda. Se hizo cargo de la empresa familiar tras el fallecimiento de su padre en 1901, ampliando las instalaciones e introduciendo novedades tanto en el aspecto técnico como en el artístico. Entabló contacto con el arquitecto Aníbal González y contribuyó con su producción cerámica a la decoración de diversos edificios que se construyeron para la Exposición Iberoamericana de Sevilla (1929). Algunas de sus obras más conocidas son la Fuente de las Ranas ubicada en el Parque de María Luisa de Sevilla, y de la que realizó sendas copias ubicadas una en la Plaza de 25 de Julio de Santa Cruz de Tenerife y otra en el bosque de Chapultepec, de México DF, así como varios bancos para la Plaza de España de dicha ciudad. Exportó piezas cerámicas a diferentes países, algunas de ellas se encuentran en Buenos Aires, Chicago, Los Ángeles y El Cairo. Tras su fallecimiento la fábrica de cerámica pasó a diferentes propietarios, cerrando definitivamente en el año 2012. La antigua sede de la empresa, un edificio de estilo regionalista diseñado en 1927 por el arquitecto Juan Talavera y Heredia, se encuentra en proceso de restauración para ser destinado a hotel.